# Matej Šikovc
Matej Šikovc – LoC, slovenski inženir, častnik, umetnik in pisec o duhovnosti. * 15. september 1971, Kranj

## Izobrazba in strokovna kariera
V Ljubljani je obiskoval Srednjo naravoslovno šolo in jo zaključil leta 1990 z naslovom naravoslovno-matematičnega tehnika.
Po diplomi na Fakulteti za elektrotehniko Univerze v Ljubljani se je zaposlil kot mladi raziskovalec in leta 2007 zagovarjal znanstveni magisterij s področja elektrotehnike na temo vodenja hibridnih sistemov (COBISS).
Po zaključenem magisteriju je zapustil univerzo in se zaposlil v gospodarstvu, kjer je delal pretežno na področju nadzora energetskih sistemov. Leta 2021 je postal vodja projektov pri telekomunikacijskem podjetju Comita s sedežem v Ruski federaciji.
V okviru raziskovalne skupine pod vodstvom Igorja Papiča je razvijal sisteme regulacije napetosti v elektrodistribucijskih sistemih. V sodelovanju z raziskovalci iz Slovenije in Japonske je razvil izboljšave sistemov vodenja elektrodistribucijskih omrežij, temelječe na naprednih algoritmih regulacije napetosti. Ti algoritmi omogočajo vzpostavitev usklajenega pristopa k vodenju omrežja na različnih napetostnih nivojih ter zagotavljajo robustno in zanesljivo regulacijo napetosti v omrežjih.

## Duhovnost
Je ustanovni član duhovnega gibanja Fü-Dü. Bil je med ustanovitelji Države Fü-Dü in Društva za promocijo Države Fü-Dü. Pri svojem delovanju je poudarjal pomen klenosti v vsakdanjem življenju. V gibanju je med zagovorniki večje stopnje formalizacije odnosov med člani. Promovira uporabo piva in sadjevca kot duhovnih medijev. V Državi Fü-Dü vodi delavnico za nadzor (angl. Laboratory of control), od koder izvira tudi njegov psevdonim LoC, ki ga uporablja pri javnem nastopanju v okviru Fü-Dü.
Spise o duhovnosti je pod psevdonimom LoC večinoma objavljal v časopisu za duhovnost, umetnost in znanost Üzpräbüsträk, ki ga je nekaj časa tudi urejal. Raziskoval je možnosti opisa duhovnih pojavov z matematičnimi pojmi; predvsem je opredelil in raziskal lastnosti operatorjev Fü, ki vse prostore v stvarnosti pretvarjajo v duhovni prostor Dü. Razmišljal je tudi o fizikalnih analogijah duhovnih pojavov in njihovi tehnični podpori ter politoloških vidikih organiziranja duhovnih gibanj.

## Umetniško delovanje
Leta 2007 je kot član ekipe Društva za promocijo Države Fü-Dü v Moderni galeriji v Ljubljani razstavljal stensko poslikavo Vrata v Dü. Poslikava je bila sestavljena iz simbolov Fü in Dü, bojne himne Države Fü-Dü, zapisane v füdüpüsu, in podpisa Fü-Dü ter je ponazarjala presnovo stvarnosti v duhovni prostor preko operatorja Fü.
Bil je ustanovni član glasbene skupine LiedermacherFabrik (LMF), v kateri je običajno igral tolkala in klaviature. Sodeloval je tudi pri snemanju obeh albumov skupine: Liedermacherfabrik in Haleuzh. 
Piše tudi kratko prozo in poezijo, pogosto v soavtorstvu z drugim člani gibanja Fü-Dü; značilen primer takega ustvarjanja so haikuji.

## Drugo
V prostem času se je ukvarjal z alpinizmom; s soplezalcem Luko Grebencem sta mdr. osvojila prvenstveno smer v steni Solze strahu v Nad šitom glavi.